# Instituto de Ciência Natural
o Instituto de Ciência Natural (INS) (hangul: 리과대학; hanja: 理科大學; rr: Lee Gwa Daehak; MR: Lee Kwa Taehak) é uma das principais universidades localizadas dentro da área da Academia Nacional de Ciências em Pyongyang, na Coreia do Norte. Como o ex-líder Kim Il-sung na Coreia do Norte enfatizou, ele busca dar importância à educação dos alunos superdotados e talentosos, que era originalmente estabelecida como uma área da Universidade Kim Il-sung, em 17 de janeiro de 1962. Ela foi separada da Universidade Kim Il-sung em 1985. Nos meios de comunicação sul-coreanos, esta universidade é chamada de "KAIST da Coreia do Norte". Os mais excelentes alunos que estudam na Coréia do Norte estão nesta universidade apoiada totalmente pelo governo norte-coreano. Oitenta por cento deles se formaram na escola nº 1 do país, que são as escolas de ensino médio de ciências para alunos superdotados na Coreia do Norte e no resto trinta por cento são ganhadores de medalhas de ciência nacional (matemática, física, química e biologia) nas Olimpíadas ou questionários nacionais de concursos científicos.

## Departamentos
Há seis departamentos na INS. Cada departamento tem cinco ou seis principais.
Ciência física
- Física Teórica
- Física térmica
- Física do Estado Sólido

Matemática
- Controle Científico
- Matemática Aplicada

Química
- Química Teórica
- Química Inorgânica (material)
- Química orgânica
- Química Analítica
- Laboratório de Química Aplicada

Biologia
Engenharia da Computação
Engenharia elétrica
Engenharia Mecânica
- Dinâmica dos Fluidos
- Dinâmica Mecânica
- Mecânica dos Sólidos

## Alunos notáveis

### Acadêmicos
- Yun-keol Lee (이윤걸): Presidente do Centro de Informações Estratégicos de Serviços no país
- Ho Kim (김호): Professor de Matemática, Universidade de Ciência Natural
- Ha Kim (김하): Professor de Física, Universidade de Ciência Natural

### Negócios
- Choong-kook Lee (이충국): Diretor da Clínica de Medicina Oriental Dandelion

### Política, Governo e serviço público
- Kwang Ho Lee (이광호): Ministro do Departamento de educação e Ciência da Coreia do Norte